# Giuseppe Tornatore
Giuseppe Tornatore, (Bagheria, 27. svibnja 1956.), talijanski je filmski redatelj. Radnja njegovih filmova se često odigrava na Siciliji.
Tornatorev najpoznatiji film, Cinema Paradiso (originalni naziv: Nuovo Cinema Paradiso), koji je premijerno prikazan 1988., govori o uspješnom redatelju koji se vraća u selo svog djetinjstva na Siciliji da bi prisustvovao sahrani svog starog prijatelja. Film je postigao veliki uspjeh diljem svijeta a Tornatore je nagrađen Oscarom za "najbolji strani film".
Film L'Uomo delle stelle iz 1995. također je nominiran za Oscara. Film govori o čovjeku koji s filmskom kamerom putuje po Siciliji i nudi ljudima da za novac pokušaju glumiti za jedan veliki rimski filmski studio. Svoj prvi film na engleskom jeziku Legenda o pijanistu, s Timom Rothom snima 1998. godine. Film Malèna iz 2000., s Monicom Belluci u glavnoj ulozi, doživljava internacionalni uspjeh i biva nominiran za Oscara u kategorijama najbolja slika i glazba. Film Baarìa iz 2009., prati život jednog čovjeka i njegove obitelji u talijanskom gradu Bagheria, od 1920-ih sve do 1980-ih.

## Filmografija (izbor)
- 1988. - Cinema Paradiso
- 1994. - Čista formalnost
- 1998. - Legenda o pijanistu
- 2000. - Malèna
- 2009. - Baarìa
- 2013. - La migliore offerta

## Vanjske poveznice
- Giuseppe Tornatore u internetskoj bazi filmova IMDb-u (engl.)